# Private placement
Private placement (emisja niepubliczna, zamknięta) – sprzedaż bezpośrednia wyselekcjonowanej, wąskiej grupie inwestorów. Stroną zainteresowaną takimi emisjami są najczęściej duże instytucje finansowe: banki, fundusze inwestycyjne, fundusze emerytalne i zakłady ubezpieczeń.
Oferta private placement jest jednym ze sposobów na debiut na rynku NewConnect.